# 金井村 (山形県南村山郡)
金井村（かないむら）は山形県南村山郡にあった村。現在の山形市南端、奥羽本線蔵王駅周辺にあたる。

## 地理
- 河川：須川

## 歴史
- 1889年（明治22年）4月1日 - 町村制の施行により、南村山郡片谷地村・松原村・黒沢村・谷柏村・津金沢村の区域をもって金井村が発足。
- 1954年（昭和29年）11月1日 - 山形市に編入。同日金井村廃止。

## 交通

### 鉄道路線
- 日本国有鉄道
  - 奥羽本線
    - 金井駅（現・蔵王駅）

### 道路
現在は旧村域に東北中央自動車道が通過するが、当時は未開通。